# مستشفيات جامعة أسوان
مستشفيات جامعة أسوان هي مجموعة من المستشفيات الجامعية التابعة لـ كلية الطب جامعة أسوان تضم 750 سريرًا، تقع في منطقتي السيل بمدينة أسوان والحي الثالث بمدينة أسوان الجديدة.

## المستشفيات الجامعية

### مستشفي الجراحة الرئيسي
- في 30 مارس 2012، وافق وزير الصحة والسكان على تحويل مستشفى أسوان التعليمى إلى مستشفى جامعى يتبع كلية الطب المقرر إنشاؤها في أسوان.[2]
- تبلغ طاقتة الإستيعابية حوالى (450) سرير.
- المستشفى تضم أقساماً جديدة ومتطورة منها جراحة المخ والأعصاب – وجراحة الوجه والفكين – جراحة التجميل الدقيقة- جراحة الأوعية الدموية – جراحة القلب والصدر – جراحة الأورام – جراحة الأطفال- جراحة مناظير المفاصل- جراحة العمود الفقرى – طب وجراحة العيون – السمعيات- التخاطب.[3]
- المستشفي تضم:

1. وحدات العناية المركزة بالمستشفى الجامعي وعددها 85 منها 75 قديمة و 10 جديدة تم إنشاءها بالتعاون مع بنك الشفاء المصري وتضم عدد 10 أسره عناية مركزه وعدد 10 منونتر ووحدة مراقبة مركزية وعدد 18 مضخة محاليل وعدد 5 مضخات أدوية وعدد 5 مراتب هوائية وعدد 10 أجهزة تنفس صناعي حديثة والتي تقدر تكلفتها بحوالي 10 ملايين جنيه.[4][5]
2. قسم الأطفال بسعة 28 سرير موزعة على قسمى المبسترين وحديثى الولادة والعناية المركزة للأطفال المدعم بـ10 حضانات للأطفال المبتسرين حديثي الولادة، و10 أجهزة مونيتور، و10 أجهزة مضخة محاليل، بالإضافة إلى 3 أجهزة تنفس صناعي للأطفال.[6][7][8]
3. قسم جراحة التجميل ووحدة الحروق وغرفة عمليات خاصة بالحروق ومركز خاص بها.
4. قسم جراحة العظام والكسور الجديد بتكلفة تقدر بحوالي 12 مليون جنيه وطاقة استيعابية تبلغ 50 غرفة.[9]
5. قسم جراحة المسالك البولية المطور والمجهز بسعة 22 سرير.[10]
6. قسم جراحة المخ والاعصاب بواقع 10 أسرة عناية مركزة وعدد 12 سرير للمرضي.[11]
7. قسم النساء والتوليد بسعة سريرية 37 سرير وعدد 2 غرف عمليات جراحية ووحدة الولادات الطبيعية ذات الثلاث أسرة.[12]

### مستشفى الاستقبال والطوارئ
- تبلغ طاقتة الإستيعابية حوالى (150) سرير.

- على مساحة 1500 م2 (بتكلفة إنشائية 330 مليون جنيه) وهي مكونة من من 5 أدوار موزعة علي أقسام طوارئ الإصابات والعناية المركزة والأشعة والمعامل، بالإضافة إلى 11 غرف عمليات جراحية، فضلاً عن استراحة الأطباء وجراج بالدور الأرضى.[13]

### مستشفى الباطنة التخصصي
- تبلغ طاقتة الإستيعابية حوالى (150) سرير.

- علي مساحة 2000 م2 (تكلفتها الإنشائية 150 مليون جنيه والتجهيزات الطبية والفرش 74 مليون جنيه)[14] وهي مكونة من 5 أدوار موزعة علي أقسام الباطنة العامة والخاصة والمخ والأعصاب والقلب والأورام والصدرية والجلدية والعلاج الطبيعى.[15]
- تشمل وحدة الغسيل الكلوى على مساحة 1200 متر مسطح وتضم 60 ماكينة غسيل كلوى جديدة وتخدم 180 مريض يومياً منها غرف مخصصة للأطفال وغرفتين لمرضى فيروس سى.[15]
- في 28 أغسطس 2021 أكد رئيس جامعة أسوان أنه تم تنفيذ 95 % من مشروع إنشاء مستشفى الباطنة.

### مستشفيات المراكز الطبية المتخصصة
- 2 مستشفي علي مساحة 7000 م2 موزعة علي أقسام جراحات زراعة الكلي والكبد والجراحات الميكروسكوبية وعلاج الأورام.
- قسم الحضانات الجديد بالمراكز المتخصصة بمدينة أسوان الجديدة بقوة أربعة وثلاثين حضانة.[16]

### مستشفي الكلي بأسوان الجديدة الجامعي
- تبلغ طاقتة الإستيعابية حوالى (158) سرير.

- كلف رئيس مجلس الوزراء بتحويلها إلى مستشفى جامعى تابعة لجامعة أسوان بعد الانتهاء من تنفيذها بمدينة أسوان الجديدة.[17]

- المستشفى يتم إنشاءه (بتكلفة إنشائية 160 مليون جنيه) وطاقة المستشفى 158 سرير وذلك على مساحة 5 أفدنة.[18]
- المستشفي مخصص لخدمة مرضى الكلي، وزراعات الكبد، والغسيل الكلوي.

### مستشفي العظام التخصصي
- مستشفى العظام التخصصي، مكون من 4 طوابق، بسعة 29 سريرًا، و3 غرف كبسولات عمليات مجهزة، وقاعة تدريس.[1]

### مستشفى اليوم الواحد بأسوان الجديدة
- تضم المستشفى العديد من الأقسام وغرفة مجهزة لإجراء العمليات الجراحية الخفيفة والسريعة، ويوجد بمستشفى اليوم الواحد معمل أشعة وتحاليل وغرف إفاقة وإستضافة للمرضى عقب الجراحات الخفيفة.[19]
- المستشفي تم نقل أصوله من جهاز مدينة أسوان الجديدة إلى الجامعة ويتكون من دور أرضى وطابقين ويضم 28 غرفة ويحتوي مركزا للأبحاث الطبية المتقدمة وعيادات لليوم الواحد في تخصصات الباطنة والأطفال والنساء والتوليد وغيرها.[20]

### مبني العيادات الخارجية
- مبنى العيادات الخارجية بتكلفة 27 مليون جنيه بخلاف الأجهزة الطبية، ومقام على مساحة 2000 متر مسطح ويضم دورين بهما 24 قسم.
- تشمل العيادات الخارجية بالدور الأرضي مطعم مركزي وصالات للطعام وغرف تعقيم ومغاسل مركزية وسكن للأطباء.
- تطوير العيادات الخارجية ضم مطعم مركزي لخدمة الأطباء وهيئة التمريض، ثم سكن للأطباء بمعدل 7شقق سكنية تضم كل شقة 4غرف كل غرفه بها 3 أسره بإجمالي 84 سرير لخدمة للأطباء المقيمين بالمستشفيات الجامعية.[21]
- يضم المبني قاعة تعليمية علي مساحة 500 متر لخدمة طلاب كلية الطب وتصل قدرتها الاستيعابية الي 250 طالب وطالبة بها شاشات عرض ومجهزة بأفضل الوسائل التعليمية، كما يضم المبني كافتيرا بالطابق العلوي.[22]

## خلال أزمة فيروس كورونا المستجد
- في 02 مايو 2020، قررت إدارة مستشفيات أسوان الجامعية، تعليق العمل بالمستشفى الجامعى بمدينة أسوان، بأقسام الاستقبال العام والحوادث والعظام والقلب، وذلك بعد اكتشاف حالتين إيجابيتين للإصابة بفيروس كورونا بين الأطباء بالمستشفى.[23]
- في 11 مايو 2020، تكليف الدكتور أشرف أحمد معبد المدرس بقسم الأطفال بكلية الطب جامعة أسوان، قائمًا بعمل المدير التنفيذي للمستشفيات الجامعية.[24]
- في 23 مايو 2020، نفت مستشفيات الجامعة طرد أحد المسنين نتيجة إصابته بفيروس كورونا.[25]
- في 23 مايو 2020، تم إعادة افتتاح كل اقسام مستشفى الجامعة امام الموطنين بعد عمليات التطهير والتعقيم التي اجريت على كل الاقسام.[26]
- نظرًا لارتفاع معدلات الإصابة تم اتخاذ قرار بتخصيص أماكن لعزل الأطقم الطبية وأعضاء هيئة التدريس بالجامعة داخل قسم الفندقة بالمستشفى الجامعي.[27]
- في 3 يونيو 2020، تم افتتاح وحدة PCR بمعامل مستشفيات أسوان الجامعى، لإجراء مسحات لحالات اشتباه الإصابة بفيروس كورونا للطاقم الطبى والعاملين ومرضى مستشفيات أسوان الجامعى.[28]
- في 28 يوليو 2020، مستشفى أسوان الجامعي يودع آخر 8 مصابين بـ كورونا من الأطقم الطبية.[29]

## إسهامات المستشفي الجامعي
- حتي 17 نوفمبر 2020، أجري المستشفى الجامعى 8875 عملية في مختلف الأقسام وبلغت حالات الطوارى 3524 حالة وذلك من خلال إحصائية للحالات التي تم دخولها بالمستشفى الجامعى خلال الفترة من شهر يناير حتى شهر أكتوبر في مختلف الاقسام والتي بلغ عددها 36 قسم علاجى بالمستشفى الجامعى ويبلغ عدد حالات الدخول 12247 حالة تم توقيع الكشف عليها مع  إجراء الفحوصات الطبية.[30]
- في 7 أبريل 2021، نجح فريق طبي بمستشفى أسوان الجامعي، اليوم الأربعاء، في إجراء عملية جراحية دقيقة بإعادة زراعة يد مفصولة بعد بترها بالكامل لعامل نجارة بعد تحويل من مستشفى كوم أمبو بأسوان إثر تعرضه لقطع اليد بمنشار كهربائي حاد عن طريق الخطأ.[31]
- في 01 نوفمبر 2021، قام المستشفى الجامعي بإجراء 10240 عملية جراحية متنوعة مابين صغري وكبري بمختلف الأقسام وذلك خلال ستة أشهرمنذ شهر يناير حتي شهر يونيو لعام الحالي 2021، كما بلغ عدد حالات المترددين خلال هذه الفترة 102629حالة.[32] استقبل قسم الاشعة بالمستشفي الجامعي باسوان  العادية  4263حالة والاقتصادي 25339 حالة وبلغ عدد حالات الاشعة المقطعية 5808 والاقتصادي 11127 وبلغ عدد حالات الأشعة التليفزيونية 10967 والاقتصادي 8221 والرنين المغناطيسي 1020 حالة و300 حالة اقتصادي اما حالات رسم القلب بلغ 3375 حالة عادي و8876 حالة اقتصادي.
- في 18 يناير 2023، بلغ عدد المترددين يوميًّا علي المستشفي 2400 حالة، منهم 1000 حالة على العيادات الخارجية، و1400 حالة على قسم الاستقبال.[1]